# Piptatheropsis
Genre
Piptatheropsis  est un genre de plantes monocotylédones de la famille des Poaceae (graminées), sous-famille des Pooideae, originaire d'Amérique du Nord, qui comprend 5 espèces.
Ce genre nouveau a été créé et décrit en 2011 à la suite d'étude phylogénétiques portant sur le complexe Oryzopsis / Piptatherum, qui ont conduit également à redéfinir la circonscription du genre Piptatherum et à rétablir le genre Patis.

## Liste d'espèces
Selon World Checklist of Selected Plant Families (WCSP) (5 juillet 2017) :
- Piptatheropsis canadensis (Poir.) Romasch., P.M.Peterson & Soreng (2011)
- Piptatheropsis exigua (Thurb.) Romasch., P.M.Peterson & Soreng (2011)
- Piptatheropsis micrantha (Trin. & Rupr.) Romasch., P.M.Peterson & Soreng (2011)
- Piptatheropsis pungens (Torr. ex Spreng.) Romasch., P.M.Peterson & Soreng (2011)
- Piptatheropsis shoshoneana (Curto & Douglass M.Hend.) Romasch., P.M.Peterson & Soreng (2011)